# Leonid Puszczin
Leonid Puszczin (ur. 9 maja 1843 zm. 13 czerwca 1898)  –  rosyjski oficer marynarki wojennej, generał major.
W czasie wojny rosyjsko-tureckiej w latach 1877–1878, która przyniosła niepodległość Bułgarii, dowodził kutrem torpedowym Nr 1 z tendra „Wielki Książę Konstantyn”. 28 maja 1877 w trakcie ataku na tureckie okręty wojenne w pobliżu Suliny, podczas próby umieszczenia miny pod tureckim okrętem, doszło do przedwczesnej eksplozji (prawdopodobnie na skutek uderzenia odłamka bomby w baterię akumulatorową). Ścigany przez wroga, zmuszony był zatopić kuter i został wzięty do niewoli.
Według raportów dowództwa rosyjskiego, w wyniku operacji pancernik Ijlaliye został uszkodzony i wyłączony z akcji do końca wojny, tureckie dowództwo zaprzeczało jakimkolwiek uszkodzeniom
Dwa miesiące po powrocie z niewoli, 3 kwietnia 1878, porucznik Puszczin został odznaczony Orderem Świętego Jerzego IV klasy.
W 1907 jeden z niszczycieli Floty Czarnomorskiej został nazwany na jego cześć Lejtienant Puszczin («Лейтенант Пущин» — по наименованию, которое получил эскадренный миноносец «Задорный» 26 марта 1907 года в честь одного из героев Русско-турецкой войны 1877–1878 годов (командира миноноски № 1)).
Puszczin zmarł w 1898 w Peterhofie i został pochowany na Cmentarzu Kazańskim w Carskim Siole